# Cal Güell (Torrelles de Llobregat)
Cal Güell és una masia de Torrelles de Llobregat (Baix Llobregat) inclosa a l'Inventari del Patrimoni Arquitectònic de Catalunya.

## Descripció
Edifici de planta basilical, amb el cos central més alt, coberta a dues vessants. El celler es troba a la part central. Porta de mig punt adovellada. A la part superior hi ha arcades de mig punt, algunes han estat tapiades. Ha algunes parts hi ha galeria. A la part posterior es annexa l'habitatge dels masovers.

## Història
Sembla ser, junt amb Can Mas, de les més antigues de la zona.